# 氟化铵
氟化銨是一種白色的晶體，分子式為NH4F，易潮解，受热或遇热水分解为氨与氟化氢。能腐蚀玻璃。氟化铵可通过氢氟酸和氨水中和后浓缩结晶製得。
{\displaystyle {\ce {NH3*H2O + HF -> NH4F + H2O}}}
和所有氟化物一样，氟化铵有中等毒性。

## 晶体结构
氟化铵是纤维锌矿结构的。在阴离子和阳离子之间有着 N−H···F 氢键。这种结构与冰非常相似，而氟化铵也是唯一一种可以和冰形成混合晶体的化合物。

## 用处
氟化铵可用于保存木材，作为防蛀剂，印刷和染布，并作为在啤酒厂的消毒药水。